# Pueraria stricta
Pueraria stricta är en ärtväxtart som beskrevs av Wilhelm Sulpiz Kurz. Pueraria stricta ingår i släktet Pueraria och familjen ärtväxter. Inga underarter finns listade i Catalogue of Life.